# Pterodactyl – Urschrei der Gewalt
Pterodactyl – Urschrei der Gewalt (Originaltitel: Pterodactyl) ist ein US-amerikanischer Science-Fiction-Action-Horrorfilm aus dem Jahr 2005. Die Low-Budget-Produktion Mark L. Lesters erhielt ausschließlich schlechte Bewertungen und wurde am 27. August 2005 auf dem Fernsehsender Syfy erstmals ausgestrahlt. In Deutschland startete der Streifen, in dem sich eine Gruppe Forscher und Militärs mit Terroristen und riesigen Pterodactylus-Sauriern herumschlagen muss, am 14. Dezember 2005 direkt auf DVD.

## Handlung
Ostanatolien, Türkei: Nach einem Erdbeben am ruhenden Vulkan Ararat macht sich eine Expedition unter Leitung des Paläontologen Prof. Michael Lovecraft auf die Suche nach an die Erdoberfläche beförderten Fossilien, von denen sie sich neue Erkenntnisse über die Vorzeit erhoffen. Zeitgleich begibt sich eine von Captain Bergen geführte militärische Spezialeinheit auf die Jagd nach einer Gruppe Terroristen, deren Basis sich in der Nähe des Vulkans befinden soll. Schon bald treffen beide Gruppen aufeinander – und müssen sogleich eng zusammenhalten. Grund dafür sind gigantische Pterodactylus-Saurier, die Millionen von Jahren aus im Ararat verbliebenen Eiern geschlüpft sind und augenscheinlich nach Blut lechzen. Sowohl Forschern als auch Militärs steht nun im Angesicht der Flugechsen wie auch den gesuchten Terroristen, die die drastische Situation verschärfen, ein Kampf ums Überleben bevor.

## Synchronisation
| Rolle                   | Darsteller    | Synchronsprecher |
| ----------------------- | ------------- | ---------------- |
| Prof. Michael Lovecraft | Cameron Daddo | Philipp Moog     |
| Captain Bergen          | Coolio        | Ekkehardt Belle  |

## Rezeption
Pterodactyl – Urschrei der Gewalt erhielt durchweg negative Kritiken, die vor allem auf dem Handlungsablauf als auch auf der Qualität der Effekte beruhen. So schrieben die Kritiker der Programmzeitschrift TV Spielfilm: „Wer hätte das gedacht: In der Türkei fliegen noch ein paar Sauriervögel herum – und sie sind sehr gefräßig!“ Sie vergeben einen „Daumen nach unten“ und resümieren: „Die Darsteller sind noch schlechter als die mies getricksten Monster“.

„Dümmlicher Abenteuerfilm mit lachhafter Handlung und billigen Effekten.“